# Criquetot-sur-Longueville
Criquetot-sur-Longueville é uma comuna francesa na região administrativa da Normandia, no departamento de Sena Marítimo. Estende-se por uma área de 7,29 km². Em 2010 a comuna tinha 227 habitantes (densidade: 31,1 hab./km²).